# 蔣黎麗
蔣黎麗（1962年7月20日—），台灣女演員，畢業於文化大學戲劇系。蔣黎麗曾是中視紅極一時的當家花旦，曾演出《小姐與流氓》、《太陽雨》、《大將軍與小鳳仙》、《降龍羅漢─濟公》等劇；1987年當紅時嫁給富商林大德，隨後淡出演藝圈；1993年才復出接拍中視劇場「花系列」連續劇，包括《仙人掌花》、《七夕花》等代表作。育有兩子，長子林威利、次子林元達(Victor)。婚後16年沒有性生活，2009年1月離婚。
長子林威利出道後，不時參與演出的連續劇包括：《國光異校》、《第二回合我愛你》。

## 電視劇
| 首播年份 | 頻道             | 劇名                           | 飾演角色 | 合作演員                                                                                           | 備註                       |
| 1983年   | 中視             | 風雨夜歸人                     |          | 周麟、金滔、劉長鳴、王瑞、趙樹海、關毅、唐若堯、夏光莉                                             |                            |
| 1985年   | 中視             | 楚留香新傳- 第一單元：新月傳奇 | 宋甜兒   | 鄭少秋、米雪、高雄                                                                                 |                            |
| 1987年   | 中視             | 小姐與流氓                     | 小肉包   | 甄秀珍、張晨光、夏振皓                                                                             |                            |
| 1989年   | 中視             | 錦繡劇坊- 愛的謊言             | 葉克雲   | 王道                                                                                               | 片頭演員名單為「蔣黎俐」。 |
| 1989年   | 中視             | 中視劇場- 我兒俊孝             | 王小珊   | 張晨光、馬之秦、崔浩然、劉長鳴                                                                     |                            |
| 1990年   | 中視             | 我愛芳鄰                       | 林倩倩   | 方芳、寇世勳、歸亞蕾、孫情、陳美鳳、李柏巨                                                         |                            |
| 1990年   | 中視             | 太陽雨                         | 薇薇     | 林以真、張晨光、姜厚任、善妮、趙樹海、陳莎莉、歸亞蕾、廖威凱、張琴、王俠、王惠五、郭昌儒           |                            |
| 1993年   | 中視             | 花系列- 仙人掌花               | 陳美芳   | 張玉嬿、焦恩俊、張晨光、席曼寧                                                                     |                            |
| 1995年   | 中視             | 花系列- 七夕花                 | 周曉仙   | 張玉嬿                                                                                             | 情商客串                   |
| 2006年   | 中視             | 國光異校                       | 窮婦     | 曾莞婷、張雁名、庹宗康、孫鵬、蔡淑臻                                                               |                            |
| 2010年   | 台視、三立都會台 | 第二回合我愛你                 | 黃大嫂   | 陳怡蓉、宥勝、樊光耀、阿西、柯叔元、馬念先、宋新妮、林美秀、汪建民、林威利、馬利歐、關勇、鳳       |                            |
| 2010年   | 台視、三立都會台 | 犀利人妻                       | 江太太   | 隋棠、溫昇豪、朱芯儀、宥勝、小禎、關勇、李沛旭、周嘉麗、潘麗麗、阿寶、迷你彬、席曼寧、蔡淑臻、傅雷 |                            |

## 電影
| 上映年份 | 片名       | 飾演角色 | 導演   |
| 1981年   | 海軍與我   |          | 李偉基 |
| 1982年   | 心愛的人   |          |        |
| 1982年   | 中國女警   |          |        |
| 1983年   | 誰人了解我 |          |        |
| 1985年   | 人間男女   |          |        |
| 1987年   | 未婚爸爸   |          |        |

## 外部連結
- 蔣黎麗在香港影庫上的簡介
- 蔣黎麗在互联网电影资料库（IMDb）上的資料（英文）